# Amblystomus amabilis
Amblystomus amabilis es una especie de escarabajo del género Amblystomus, categorizada en la tribu Harpalini, de la subfamilia Harpalinae. Fue descrita por Boheman en 1848.
Mide aproximadamente 4,8 mm de longitud. Se distribuye por África: Kenia, Mozambique, Zimbabue, Botsuana, Namibia y República de Sudáfrica.